# Caldes de Montbui
Caldes de Montbui település Spanyolországban, Barcelona tartományban. Lakosainak száma 18 336 fő (2024).

## Földrajza
Caldes de Montbui Sant Feliu de Codines, Bigues i Riells del Fai, Santa Eulàlia de Ronçana, Lliçà d’Amunt, Palau-solità i Plegamans, Sentmenat, Sant Llorenç Savall és Gallifa községekkel határos.

## Testvértelepülések
- Taunusstein

## Népesség
A település lakosságának változását az alábbi diagram mutatja:
| Lakosok száma | 1391 | 3737 | 5082 | 5986 | 10 526 | 15 096 | 16 885 | 17 156 | 17 554 | 18 336 |
|               | 1717 | 1887 | 1936 | 1960 | 1986   | 2004   | 2009   | 2014   | 2019   | 2024   |